# Johann Anton Falger

Johann Anton Falger, Zeichnung von Anna Stainer-Knittel, 1861

Johann Anton Falger, meist Anton Falger, (* 9. Februar 1791 in Elbigenalp, Tirol; † 15. Dezember 1876 ebenda) war ein österreichischer Lithograph, Maler und Heimatforscher.

## Leben
Johann Anton Falger, Sohn eines Bäckermeisters, ging zunächst beim Maler Karl Selb in Stockach in die Lehre. 1809/10 diente er im bayerischen Landsturm. Er studierte ab März 1810 Historienmalerei an der Kunstakademie in München. 1810 erhielt er eine Anstellung als Graveur in der Druckerei der bayerischen Steuer-Kataster-Kommission, wo er Landkarten fertigte. Von 1813 bis 1815 nahm er als bayerischer Unteroffizier an den Befreiungskriegen teil, was zu Schlachtgemälden führte. Danach lebte er wieder in München, wo er zum Freundeskreis von Alois Senefelder, dem Erfinder der Lithographie gehörte, erste Lithographien von seiner Hand sind seit 1814 nachweisbar, seine Arbeiten gehören zu den Inkunabeln der Lithographie. 1819 wurde er von der Kataster-Kommission beurlaubt und durch Ludwig Friedrich von Froriep nach Weimar geholt, wo er beim Aufbau der Lithographie-Werkstatt des Landes-Industrie-Comptoirs tätig war und Landkarten und Buchillustrationen ausführte. 1821 kehrte er wieder nach München zurück, wo er weiter als Lithograph tätig war. Ab 1831 lebte und arbeitete Falger wieder in seiner Heimatgemeinde Elbigenalp, wo er eine Zeichenschule (Vorläuferin der heutigen Fachschule für Kunsthandwerk und Design Elbigenalp) unterhielt. Hier fertigte er mehrere Bildserien mit Darstellungen des Totentanz nach graphischen Vorlagen von Daniel Chodowiecki: in der Martinskapelle auf dem Friedhof Elbigenalp (1840), für den Friedhof von Elmen (1841) und den Friedhof von Schattwald (1846).
Falger war auch auf dem Gebiet der Volks- und Landeskunde von Tirol tätig, besonders seiner Heimat im Lechtal, wofür er den Titel „Vater des Lechtals“ erhielt. Ferner war auch als Sammler von naturwissenschaftlichen Relikten seiner Heimat tätig, so von Holzarten, Schmetterlingen, Mineralien und Fossilien; Peter Merian benannte fossile Taxa nach Falger, beispielsweise Inoceramus falgeri.

## Veröffentlichungen (Auswahl)
- Gallerie Baierischer Volkstrachten. Ein unterhaltsames Taschenbuch. München 1817–1820 (zugeschrieben).
- Gallerie schweitzerischer Volkstrachten. München 1817.
- Dictionnaire de Monogrammes, Chiffres, Lettres initiales et Marqus figures. Par Francois Bruilot. München 1817.
- Abbildungen der vornehmsten Gebäude alt-deutschen Bauart. München 1820.
- Genaue Abbildung und Beschreibung der in der Hofkirche zu Innsbruck das Grabmahl des Kaisers Maximilian I. umgebenden 28 erzernen Statuen. Innsbruck 1826, online bei der Bayerischen Staatsbibliothek.
- Heiliger Tyroler-Ehrenglanz, oder Lebensgeschichten heiliger, seliger, gottseliger, frommer und ausgezeichneter Tyroler. Innsbruck 1843/45.
- Der Pilger durch Tirol, oder geschichtliche und topographische Beschreibung der Wallfahrtorte und Gnadenbilder in Tirol und Vorarlberg. Innsbruck 1846.